# Samir Amin
Samir Amin, arabsky: سمير أمين‎ (3. září 1931, Káhira – 12. srpna 2018) byl egyptský marxistický ekonom a teoretik žijící v Senegalu, částečně francouzského původu. Zaobíral se především problematikou třetího světa a imperialismem. Studoval ve Francii v letech 1947–1957. Zde byl členem Komunistické strany Francie, avšak odvrátil se od sovětského marxismu a koketoval s maoismem. V letech 1960–1963 pracoval pro vládu v Mali. Je znám svou kritikou radikálního islámu, kterému vyčítá, že zakrývá skutečné sociální rozpory v islámských společnostech a umožňuje centrům globálního světového systému imperiálně ovládat periferii s využitím konceptu "střetu kultur". Odmítá ovšem, že by jeho názory byly islamofobní.